# Független résztvevők a 2016. évi nyári olimpiai játékokon
A brazíliai Rio de Janeiróban megrendezett 2016. évi nyári olimpiai játékokon a kuvaiti sportolók független résztvevőkként (angolul: Independent Olympic Athletes – IOA) indultak, miután hazájuk olimpiai bizottságának tagságát a Nemzetközi Olimpiai Bizottság felfüggesztette. 3 sportágban 9 sportoló vett részt, akik összesen 2 érmet szereztek.

## Érmesek
| Érem  | Név                | Sportág       | Versenyszám      |
| ----- | ------------------ | ------------- | ---------------- |
| Arany | Fehajd ed-Díháni   | Sportlövészet | Férfi dupla trap |
| Bronz | Abdalláh er-Rasídi | Sportlövészet | Férfi skeet      |

## Sportlövészet
Férfi
| Versenyző             | Versenyszám | Selejtező | Selejtező | Elődöntő | Elődöntő | Döntő   | Döntő    |
| Versenyző             | Versenyszám | Pont      | Helyezés  | Pont     | Helyezés | Pont    | Helyezés |
| --------------------- | ----------- | --------- | --------- | -------- | -------- | ------- | -------- |
| Ahmad Al-Afasi        | Dupla trap  | 128       | 15.       | kiesett  | kiesett  | kiesett | kiesett  |
| Fehajd ed-Díháni      | Dupla trap  | 135       | 6.        | 28       | 1.       | 26      |          |
| Abdulrahman Al-Faihan | Trap        | 115       | 14.       | kiesett  | kiesett  | kiesett | kiesett  |
| Háled el-Mudaf        | Trap        | 117       | 8.        | kiesett  | kiesett  | kiesett | kiesett  |
| Abdalláh er-Rasídi    | Skeet       | 123       | 1.        | 14       | 4.       | 16      |          |
| Szuúd Habíb           | Skeet       | 117       | 20.       | kiesett  | kiesett  | kiesett | kiesett  |

## Úszás
Férfi
| Versenyző  | Versenyszám    | Előfutam | Előfutam | Előfutam | Elődöntő | Elődöntő | Elődöntő | Döntő   | Döntő    |
| Versenyző  | Versenyszám    | Idő      | Hely.    | Össz.    | Idő      | Hely.    | Össz.    | Idő     | Helyezés |
| ---------- | -------------- | -------- | -------- | -------- | -------- | -------- | -------- | ------- | -------- |
| Abbas Qali | 100 m pillangó | 54,63    | 4.       | 36.      | kiesett  | kiesett  | kiesett  | kiesett | kiesett  |

Női
| Versenyző   | Versenyszám | Előfutam | Előfutam | Előfutam | Elődöntő | Elődöntő | Elődöntő | Döntő   | Döntő    |
| Versenyző   | Versenyszám | Idő      | Hely.    | Össz.    | Idő      | Hely.    | Össz.    | Idő     | Helyezés |
| ----------- | ----------- | -------- | -------- | -------- | -------- | -------- | -------- | ------- | -------- |
| Fáj Huszajn | 50 m gyors  | 26,86    | 1.       | 54.      | kiesett  | kiesett  | kiesett  | kiesett | kiesett  |

## Vívás
Férfi
| Versenyző           | Versenyszám       | Selejtező                  | 32-es főtábla     | Nyolcaddöntő      | Negyeddöntő       | Elődöntő          | Bronz- mérkőzés   | Döntő             | Helyezés |
| Versenyző           | Versenyszám       | Ellenfél Eredmény          | Ellenfél Eredmény | Ellenfél Eredmény | Ellenfél Eredmény | Ellenfél Eredmény | Ellenfél Eredmény | Ellenfél Eredmény | Helyezés |
| ------------------- | ----------------- | -------------------------- | ----------------- | ----------------- | ----------------- | ----------------- | ----------------- | ----------------- | -------- |
| Abdulaziz Al-Shatti | Párbajtőr, egyéni | Rédli András (HUN) · 13-14 | kiesett           | kiesett           | kiesett           | kiesett           | kiesett           | kiesett           | 38.      |